# 유미가하마역
유미가하마역(일본어: 弓ケ浜駅)은 일본 돗토리현 요나고시에 위치한 서일본 여객철도 사카이 선의 철도역이다. 상대식 승강장 2면 2선의 구조를 갖춘 지상역이다.

## 타는 곳
| 역사 측 | ■ 사카이 선 | 상행 | 요나고 방면       |
| 반대 측 | ■ 사카이 선 | 하행 | 사카이미나토 방면 |

## 역 주변
- TSUTAYA 유미가하마 점

## 역사
- 1917년 7월 1일 : 국유철도 사카이 선 고토 역 - 오시노즈 역 간에 신설 개업.
- 1987년 4월 1일 : 일본국유철도 분할 민영화에 의해 서일본 여객철도가 승계.

## 인접 역
| 서일본 여객철도 사카이 선 | 서일본 여객철도 사카이 선 | 서일본 여객철도 사카이 선  |
| ------------------------- | ------------------------- | -------------------------- |
| 가와사키구치 요나고 방면  | ■ 사카이 선               | 와다하마 사카이미나토 방면 |